# سایه درون چشم من
سایه درون چشم من (به دانمارکی: Skyggen i mit øje) که با نام بمباران نیز شناخته می شود، یک فیلم بلند دانمارکی محصول سال ۲۰۲۱ به نویسندگی و کارگردانی اوله بورندال است. این فیلم از جمله به عملیات کورتاژ می پردازد که توسط نیروی هوایی سلطنتی بریتانیا در کپنهاگ، دانمارک در طول جنگ جهانی دوم انجام شد، جایی که یکی از هواپیماها در نزدیکی انستیتو ژان دارک سقوط کرد و باعث شد مدرسه به اشتباه شناسایی شود. به عنوان هدف و همچنین بمباران شد.

## توزيع
سایه  درون چشم من در اکتبر ۲۰۲۱ در دانمارک توزیع شد. نتفلیکس حقوق توزیع بین المللی این فیلم را که با نام بمباران در اواخر مارس ۲۰۲۲ منتشر شد، به دست آورد.